# Mycedium robokaki
Espèce
Statut CITES
Mycedium robokaki est une espèce de coraux appartenant à la famille des Merulinidae ou à la famille Pectiniidae.